# Robert A. Roe
Robert Aloysius "Bob" Roe, född 28 februari 1924 i Wayne, New Jersey, död 15 juli 2014 i Green Pond, New Jersey, var en amerikansk demokratisk politiker. Han var ledamot av USA:s representanthus 1969–1993.
Roe deltog i andra världskriget i USA:s armé. Han studerade vid Oregon State University och Washington State University. År 1969 fyllnadsvaldes han till representanthuset. Roe efterträdde 1969 Charles Samuel Joelson som kongressledamot och efterträddes 1993 av Herbert Klein.